# Kenny Graham
Kenny Graham (* 19. Juli 1924 in London als Kenneth Thomas Skingle; † 17. Februar 1997 ebenda) war ein britischer Jazzmusiker (Saxophone, Klarinette, Flöte, Arrangement) und Komponist, der einer der Wegbereiter des Modern Jazz auf den britischen Inseln war, sich dabei früh mit afro-kubanischen Rhythmen beschäftigte und teilweise in ähnlichen Formen wie Duke Ellington schrieb.

## Leben und Wirken
Graham spielte als Kind zunächst Banjo, dann konzentrierte er sich auf das C-Melody-Saxophon und Altsaxophon, bevor er auf das Tenorsaxophon wechselte. Er studierte Bauingenieurwesen, bevor er Reubs Sunshine Band beitrat. 1942 arbeitete er dann in der Band von Billy Smith, um dann unter dem Pseudonym „Tex Kershaw“ bei Johnny Claes tätig zu sein, um so (vergeblich) der Wehrpflicht zu entgehen. Nach vier Jahren in der Armee gehörte er zu den Gruppen von Jiver Hutchinson, Ken Turner (1946), Nat Temple (1947), Roy Dexter, der Feldman Club Band (1947), bei Fred Stanley und Nat Gonella (1948). Stationen bei Ronnie Pleydell, Russ Allen, Victor Feldman (1949), Roy Bradley und Harry Klein (1950) folgten. Im April 1950 gründete er seine Afro-Cubists, mit denen er auch auf Tournee war und mehrere beachtete Aufnahmen einspielte. Trotz künstlerischer Erfolge war die Band zunächst ökonomisch nicht tragfähig. Daher war er in weiteren Bands, unter anderem (auf dem Baritonsaxophon) bei Jack Parnell, tätig; auch arrangierte er für Ted Heath und für Humphrey Lyttelton. Krankheitsbedingt konnte er ab 1958 nicht mehr auftreten; zunehmend komponierte er für Lyttelton Stücke wie One Day I Met an African, Adagio For David oder Ladyless and Lachrymose. Daneben leitete er auch Aufnahmesitzungen für Big Bill Broonzy und Josh White.  In den 1960er Jahren begann er auch als Filmkomponist zu wirken; einige seiner Werke wurden später auch für die Fernsehserie SpongeBob Schwammkopf verwendet. Im Auftrag der BBC verfasste er die Orchestersuite The Labours of Heracles. Dann zog er sich völlig von der Musik zurück. 

## Diskographische Hinweise
- Moondog and Suncat Suites (1956)
- Presenting Kenny Graham (1957)

## Lexikalische Einträge
- John Chilton: Who's Who of British Jazz, Continuum International Publishing Group 2004, ISBN 0826472346